# Ronny Cox
Daniel Ronald Cox, conosciuto come Ronny Cox (Cloudcroft, 23 luglio 1938), è un attore e musicista statunitense.

## Biografia
È conosciuto principalmente per i suoi ruoli in Un tranquillo weekend di paura, RoboCop, Beverly Hills Cop, Beverly Hills Cop II e Atto di forza.

## Vita privata
A 14 anni ha conosciuto la sceneggiatrice Mary Lee Griffith; i due si sono sposati nel 1960, hanno avuto due figli e sono rimasti insieme fino alla morte di lei, avvenuta nel 2006 per un cancro ai polmoni.

## Filmografia parziale

### Cinema
- Un tranquillo weekend di paura (Deliverance), regia di John Boorman (1972)
- Questa terra è la mia terra (Bound for Glory), regia di Hal Ashby (1976)
- La macchina nera (The Car), regia di Elliot Silverstein (1977)
- Salvate il Gray Lady (Gray Lady Down), regia di David Greene (1978)
- Harper Valley P.T.A., regia di Richard C. Bennett (1978)
- Il campo di cipolle (The Onion Field), regia di Harold Becker (1979)
- Taps - Squilli di rivolta (Taps), regia di Harold Becker (1981)
- The Beast Within, regia di Philippe Mora (1982)
- State uniti in America (Some Kind of Hero), regia di Michael Pressman (1982)
- Beverly Hills Cop - Un piedipiatti a Beverly Hills (Beverly Hills Cop), regia di Martin Brest (1984)
- Crazy for You - Pazzo per te (Vision Quest), regia di Harold Becker (1985)
- Beverly Hills Cop II - Un piedipiatti a Beverly Hills II (Beverly Hills Cop II), regia di Tony Scott (1987)
- RoboCop, regia di Paul Verhoeven (1987)
- Balle spaziali 2 - La vendetta (Martians Go Home), regia di David Odell (1989)
- Atto di forza (Total Recall), regia di Paul Verhoven (1990)
- Capitan America (Captain America), regia di Albert Pyun (1990)
- Scissors - Forbici (Scissors), regia di Frank De Felitta (1991)
- Murder at 1600 - Delitto alla Casa Bianca (Murder at 1600), regia di Dwight H. Little (1997)
- Piovuta dal cielo (Forces of Nature), regia di Bronwen Hughes (1999)
- Blu profondo (Deep Blue Sea), regia di Renny Harlin (1999) - non accreditato
- Losing Grace, regia di Michael Valverde (2001)
- Gli ultimi fuorilegge (American Outlaws), regia di Les Mayfield (2001)
- Immagina che (Imagine That), regia di Karey Kirkpatrick (2009)
- Cockpit: The Rule of Engagement - cortometraggio (2010)
- Age of Dinosaurs, regia di Joseph J. Lawson (2013)
- The Reach - Caccia all'uomo (The Reach), regia di Jean-Baptiste Léonetti (2014)
- A proposito dei Ricardo (Being the Ricardos), regia di Aaron Sorkin (2021)

### Televisione
- Bonanza – serie TV, episodio 14x06 (1972)
- A Case of Rape – film TV (1974)
- Ellery Queen – serie TV, episodio 1x22 (1976)
- Jesse Owens Story – film TV (1984)
- Spencer – serie TV, 13 episodi (1984-1985)
- Alfred Hitchcock presenta (Alfred Hitchcock Presents) – serie TV, episodio 1x22 (1986)
- La signora in giallo (Murder, She Wrote) – serie TV, episodi 3x01-3x02 (1986)
- A cuore aperto (St. Elsewhere) – serie TV, 22 episodi (1987-1988)
- Cop Rock – serie TV, 11 episodi (1990)
- Star Trek: The Next Generation – serie TV, episodi 6x10-6x11 (1992)
- Un detective in corsia (Diagnosis: Murder) – serie TV, episodio 3x09 (1993)
- Più in alto di tutti (Rebound: The Legend of Earl 'The Goat' Manigault), regia di Eriq La Salle – film TV (1996)
- Perfect Murder, Perfect Town: JonBenét and the City of Boulder – film TV (2000)
- The Agency – serie TV, 22 episodi (2001-2002)
- Punto d'origine (Point of Origin), regia di Newton Thomas Sigel – film TV (2002)
- Angel in the Family – film TV (2004)
- Stargate SG-1 – serie TV, 11 episodi (1998-2005)
- Desperate Housewives – serie TV, 1 episodio (2006)
- Tell Me You Love Me - Il sesso. La vita – serie TV (2007)
- Dexter – serie TV, episodio 6X03 (2011)
- Nashville - serie TV, 5 episodi (2018)

### Doppiatore
- FreeSpace 2 - videogioco (1999)
- Killzone - videogioco (2004)
- Star Trek: Prodigy - serie TV, episodio 1x11 (2021)

## Doppiatori italiani
Nelle versioni in italiano delle opere in cui ha recitato, Ronny Cox è stato doppiato da:
- Bruno Alessandro ne Gli ultimi fuorilegge, Cold Case - Delitti irrisolti, Desperate Housewives, Leverage - Consulenze illegali, Nashville
- Luciano De Ambrosis in Ellery Queen, Salvate il Gray Lady, RoboCop, Stargate SG-1
- Cesare Barbetti ne Il campo di cipolle, Poliziotti a due zampe, Star Trek: The Next Generation, Dalla Terra alla Luna
- Sandro Iovino in Taps - Squilli di rivolta, Atto di forza, Immagina che
- Gianni Giuliano in Un detective in corsia, Pure Country - Una canzone nel cuore, A proposito dei Ricardo
- Paolo Poiret in Beverly Hills Cop - Un piedipiatti a Beverly Hills, Beverly Hills Cop II - Un piedipiatti a Beverly Hills II
- Pietro Biondi in Law & Order - Unità vittime speciali, Dexter
- Carlo Reali in Più in alto di tutti, The Reach - Caccia all'uomo
- Manlio De Angelis in Questa terra è la mia terra
- Franco Zucca in Piovuta dal cielo
- Dario De Grassi in Una donna alla Casa Bianca
- Giorgio Piazza in Casa Keaton
- Luciano Melani in Un tranquillo week-end di paura
- Sergio Fiorentini in Alfred Hitchcock presenta
- Stefano Carraro in Capitan America
- Sandro Sardone in Tell Me You Love Me - Il sesso. La vita
- Dario Penne ne La signora in giallo
- Dante Biagioni in Murder at 1600 - Delitto alla Casa Bianca
- Romano Malaspina in The Agency
- Emilio Cappuccio in Medium
- Massimo Milazzo in Age of Dinosaurs
- Teo Bellia in La macchina nera (ridoppiaggio)

Da doppiatore è stato sostituito da:
- Raffaele Fallica in Star Trek: Prodigy